# Notre Dame d'Izamal
 (juillet 2024).
La mise en forme du texte ne suit pas les recommandations de Wikipédia : il faut le « wikifier ».
Les points d'amélioration suivants sont les cas les plus fréquents. Le détail des points à revoir est peut-être précisé sur la page de discussion.
- Les titres sont pré-formatés par le logiciel. Ils ne sont ni en capitales, ni en gras.
- Le texte ne doit pas être écrit en capitales (les noms de famille non plus), ni en gras, ni en italique, ni en « petit »…
- Le gras n'est utilisé que pour surligner le titre de l'article dans l'introduction, une seule fois.
- L'italique est rarement utilisé : mots en langue étrangère, titres d'œuvres, noms de bateaux, etc.
- Les citations ne sont pas en italique mais en corps de texte normal. Elles sont entourées par des guillemets français : « et ».
- Les listes à puces sont à éviter, des paragraphes rédigés étant largement préférés. Les tableaux sont à réserver à la présentation de données structurées (résultats, etc.).
- Les appels de note de bas de page (petits chiffres en exposant, introduits par l'outil «  Source ») sont à placer entre la fin de phrase et le point final[comme ça].
- Les liens internes (vers d'autres articles de Wikipédia) sont à choisir avec parcimonie. Créez des liens vers des articles approfondissant le sujet. Les termes génériques sans rapport avec le sujet sont à éviter, ainsi que les répétitions de liens vers un même terme.
- Les liens externes sont à placer uniquement dans une section « Liens externes », à la fin de l'article. Ces liens sont à choisir avec parcimonie suivant les règles définies. Si un lien sert de source à l'article, son insertion dans le texte est à faire par les notes de bas de page.
- La présentation des références doit suivre les conventions bibliographiques. Il est recommandé d'utiliser les modèles {{Ouvrage}}, {{Chapitre}}, {{Article}}, {{Lien web}} et/ou {{Bibliographie}}. Le mode d'édition visuel peut mettre en forme automatiquement les références.
- Insérer une infobox (cadre d'informations à droite) n'est pas obligatoire pour parachever la mise en page.

Pour une aide détaillée, merci de consulter Aide:Wikification.
Si vous pensez que ces points ont été résolus, vous pouvez retirer ce bandeau et améliorer la mise en forme d'un autre article.
 (juillet 2024).
Notre Dame de Izamal, ou la Vierge de Izamal, est une advocation mariale qui représente l'Immaculée Conception, et qui est vénérée dans le couvent de Saint-Antoine de Padoue de la ville de Izamal, dans l'état de Yucatán (Mexique). Elle est la patronne de la péninsule du Yucatán.
En 1558, Diego de Landa envoya faire au Guatemala une paire d'images « jumelles » de la Vierge, une pour Izamal et l'autre pour Mérida. L'image vénérée à Izamal a acquis le bénéfice d'une grande vénération parmi les membres du peuple yucatèque, qui lui attribue l'origine de multiples miracles.
Cette advocation de la Vierge serait à l'origine de divers miracles célèbres : la « résurrection » d'une enfant espagnole et d'une autre maya, la guérison d'un autre enfant maya qu'est né estropié et d'un autre encore qui marchait avec des béquilles mendiait des aumônes dans le couvent. On lui a aussi attribué le miracle de rendre la parole à un espagnol catholique qui avait été capturé par des protestants anglais qui lui avaient coupé la langue par rejet de ses doctrines religieuses.
En 1648, l'évêque de Yucatán Marcos de Torres et Roue a attribué à l'image les titres de patronne et avocate contre les pestes et maladies. De son côté, en 1730, le gouverneur de Yucatán Antonio de Figueroa et Silva l'a nommé reine et gouverneure, capitaine générale et souveraine de Yucatán.
Dans diverse occasions, la Vierge d'Izamal a été déplacée en rogations à Mérida, capitale de l'État de Yucatán : en 1648 (lors d'une épidémie de fièvre jaune), en 1730 et 1744 (épisodes de peste) et en 1769 (durant une épidémie de langoustes et une autre épidémie).
La nuit du 16 au 17 avril 1829, un feu dévastateur s'est étendu au travers du couvent de Saint-Antoine de Padoue et a détruit l'image originale de la Vierge d'Izamal. Devant cette perte, l'image fut substituée par celle qui est vénérée actuellement. La légende populaire établit qu'elle correspond à l'image jumelle commandée par Diego de Landa et qui était vénérée originellement dans le grand couvent de Saint François à Mérida. Cette image a été donnée au sanctuaire d'Izamal par Narcisa de la Caméra, puisque la sculpture appartenait à sa famille à la suite de l'arrêté d'extinction des couvents autour de 1821.
Le pape Jean Paul II a visité Izamal en août de 1993, où il a donné une messe pour les indigènes américains et où il a couronné l'image de la Vierge.

## L'image de la Vierge
La sculpture vénérée actuellement dans le couvent de Saint-Antoine et Sanctuaire de la Vierge d'Izamal est une sculpture de bois polychromée de grandeur nature. Elle porte une couronne royale ouvragée, une perruque, une jupe ou tunique et une cape/un voile de couleur bleue, en accord avec l'iconographie de l'Immaculée Conception. Elle porte également les clés de la ville épinglées à sa tunique et tient un sceptre dans ses mains en tant que Reine et sainte Patronne. Sur sa poitrine, elle porte un cœur d'or. La cape est changée trois fois par an. L'image (la sculpture) est debout sur une demi-sphère ou globe terrestre, avec le croissant de lune à ses pieds.
Il est probable que l'image actuelle ne se corresponde pas avec l'image « remplaçante » Diego de Landa a commandée en même temps que celle qui disparut dans l'incendie de 1829. L'actuelle image répond plutôt à un modèle sévillan du XVIIe siècle.

## Festivités
La Vierge de Notre Dame d'Izamal a deux festivités annuelles: 
- le 8 décembre (Immaculée Conception)
- le 15 août (fête patronale de la Vierge d'Izamal et jour de l'Assomption)[3].